# Gabriela Ruiz del Rincón
Gabriela Ruiz del Rincón (Culiacán, Sinaloa, 7 de mayo de 1956) es una política mexicana, miembro del Partido Acción Nacional, ha sido diputada federal y senadora.
Es licenciada en Relaciones Industriales por el Instituto Tecnológico y de Estudios Superiores de Occidente, ha sido consejera nacional y miembro del Comité Ejecutivo Nacional del PAN, Tesorera nacional del Partido, Coordinadora Administrativa de las campañas presidenciales de Manuel Clouthier, Diego Fernández de Cevallos y Vicente Fox, coordinadora administrativa de la Procuraduría General de la República durante la gestión de Antonio Lozano Gracia y diputada federal a la LIX Legislatura de 2003 a 2006.
Fue senadora de la República de la LIX y LX Legislaturas (2006 a 2012).
Su primo, Manuel de Jesús Clouthier, fue gobernador del estado de Sinaloa y candidato a la presidencia de la República.